# Mormodes atropurpurea
Mormodes atropurpurea är en orkidéart som beskrevs av John Lindley. Mormodes atropurpurea ingår i släktet Mormodes och familjen orkidéer. Inga underarter finns listade i Catalogue of Life.

## Bildgalleri

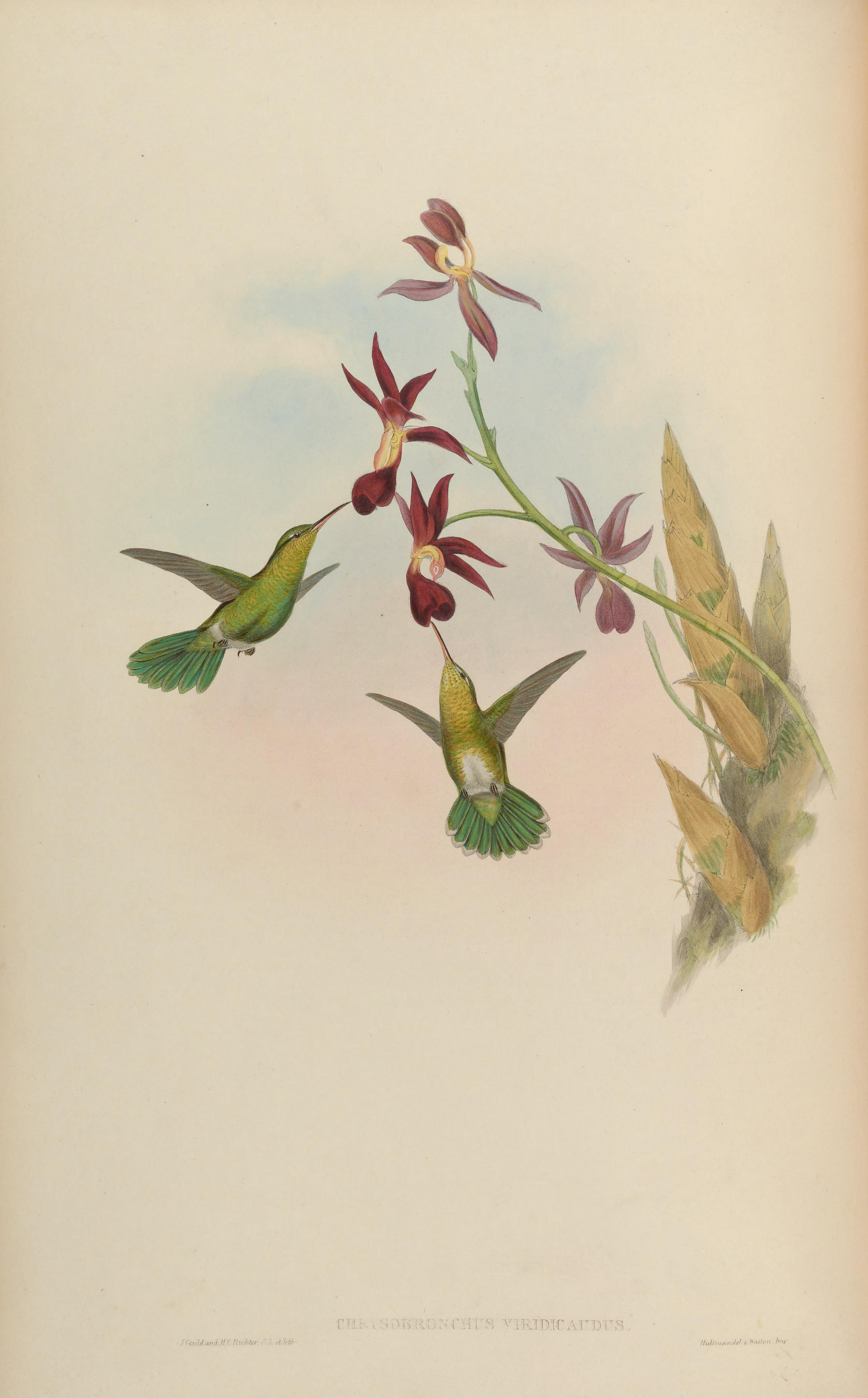
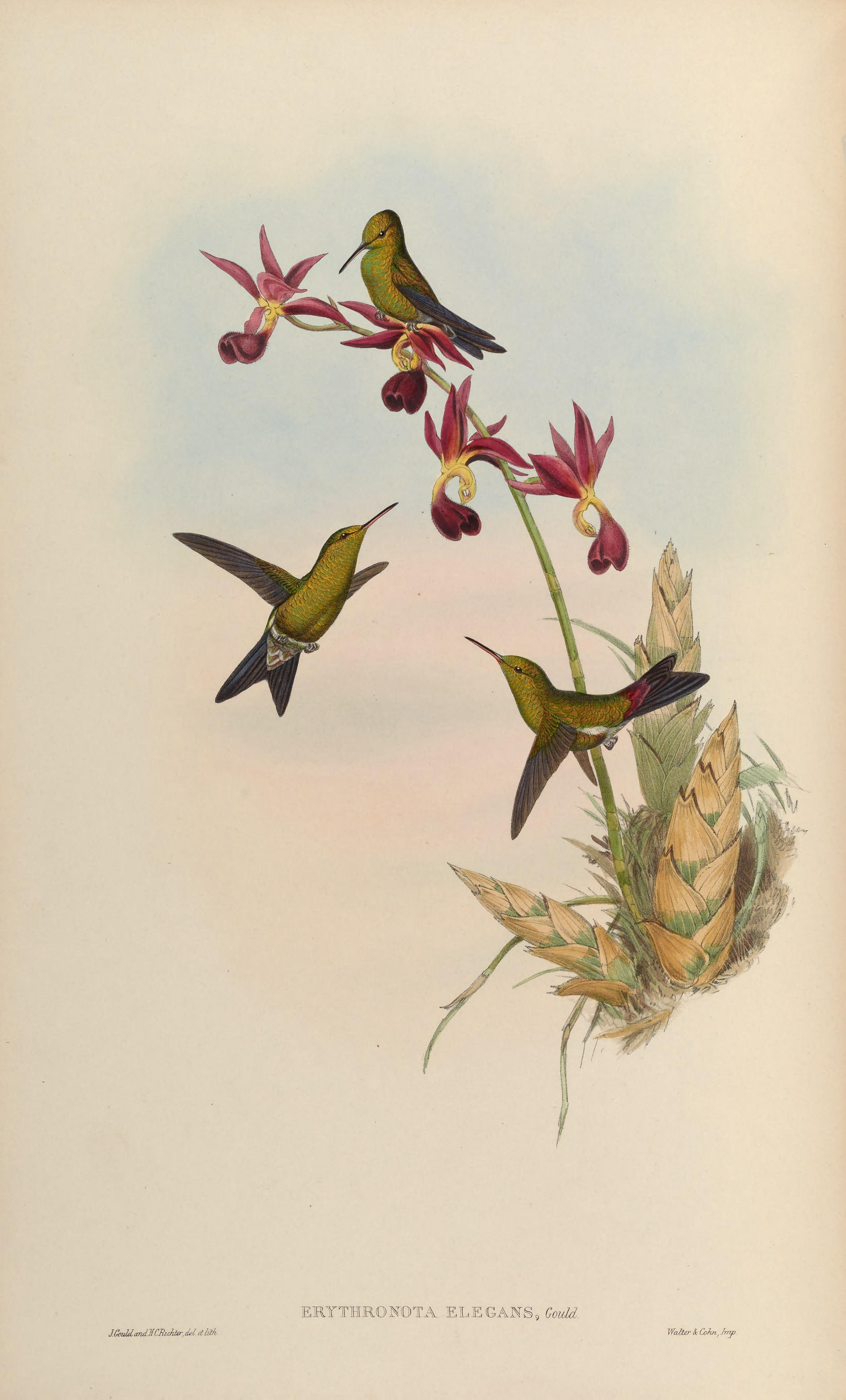